# Hiệu ứng Mpemba

Đồ thị tốc độ đông đá cho thấy nước nóng hơn (màu đỏ) đông đá nhanh hơn nước (màu xanh)

Hiệu ứng Mpemba là một hiện tượng mà trong một điều kiện nhất định nào đó (đôi lúc xảy ra) - khi cùng làm lạnh, nước nóng có thể đóng băng nhanh hơn nước lạnh. Hiện tượng này phụ thuộc vào nhiệt độ và đang có tranh cãi về các điều kiện để có thể quan sát hiện tượng xảy ra cũng như bản chất của nó.
Tạp chí New Scientist khuyến nghị nên thí nghiệm với các mẫu nước ở 35 °C (95 °F) và 5 °C (41 °F) để tối đa hóa hiệu ứng. (thực tế không phải không đạt được như vậy - trong các thí nghiệm hiệu ứng chỉ thể hiện trên một số mẫu thử - tùy thuộc vào những điều kiện nhất định mà đến nay chưa kiểm soát được)